# Hughes Helicopters

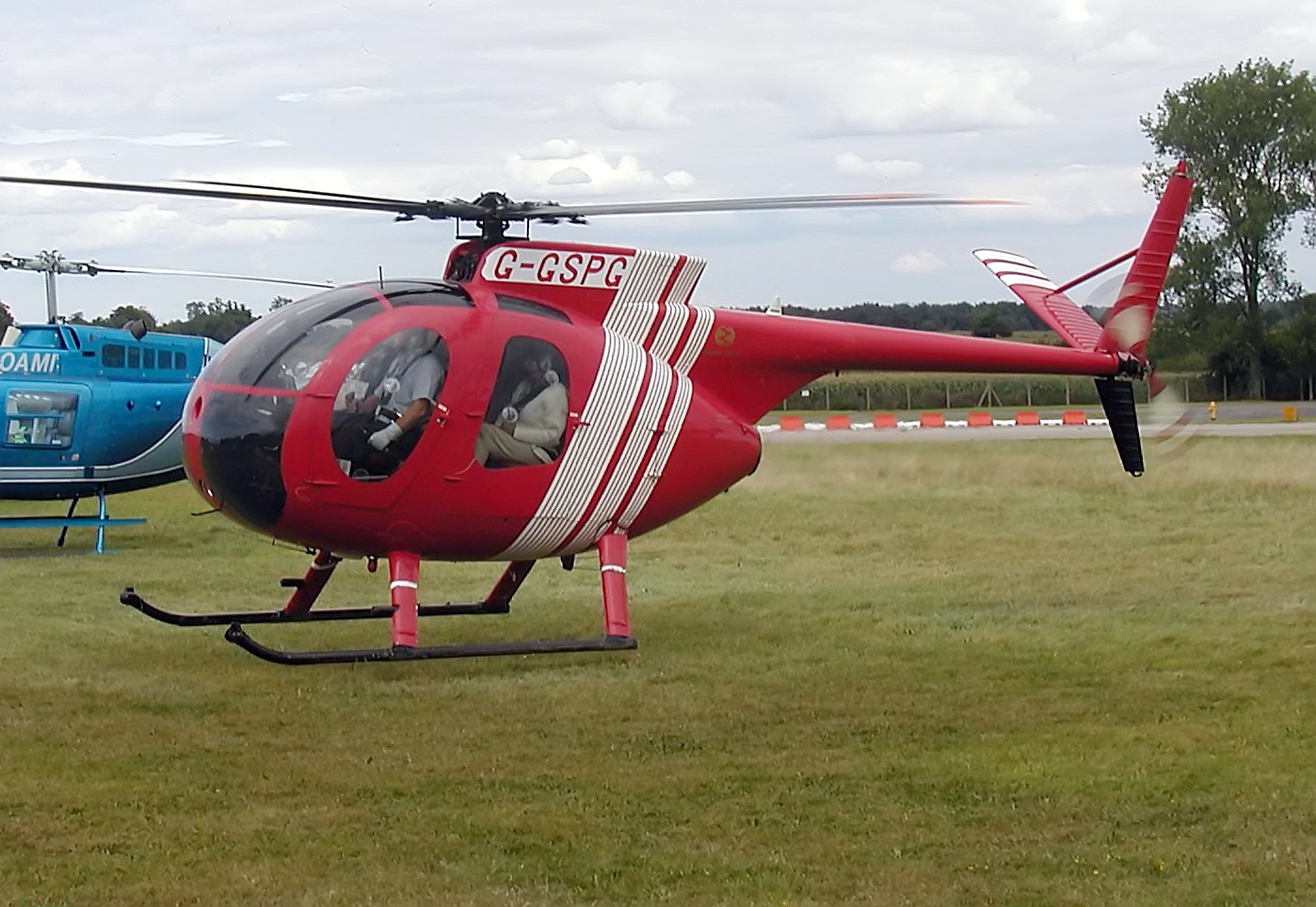
Hughes Modelo 369HS.

Hughes Helicopters fue un importante fabricante de helicópteros militares y civiles desde los años 1950 hasta los años 1980.
La compañía comenzó en 1947 como una unidad de Hughes Aircraft, después fue parte de Hughes Tool Company a partir de 1955. Se convirtió en Hughes Helicopter Division, Summa Corporation en 1972, y fue reformada como Hughes Helicopters, Inc. en 1981. No obstante, a lo largo de su historia, la compañía fue conocida informalmente como "Hughes Helicopters". Fue vendida a McDonnell-Douglas en 1984, donde pronto adoptó el nombre de la compañía compradora. (Véase MD Helicopters para la historia de la compañía a partir de esta adquisición.)

## Lista de productos
Helicópteros civiles
- Hughes 269
- Hughes 300
- Hughes 500
- Hughes 530F

Helicópteros militares
- TH-55 Osage
- OH-6 Cayuse
- AH-64 Apache

Helicópteros experimentales
- XH-17 "Flying Crane"